# Amt Malchow
La comunità amministrativa di Malchow (Amt Malchow) si trova nel circondario della Seenplatte del Meclemburgo nel Meclemburgo-Pomerania Anteriore, in Germania.

## Suddivisione
Comprende i seguenti comuni (abitanti il 31 dicembre 2022):
1. Alt Schwerin (558)
2. Fünfseen (1 074)
3. Göhren-Lebbin (654)
4. Malchow, città * (6 543)
5. Nossentiner Hütte (652)
6. Penkow (312)
7. Silz (337)
8. Walow (482)
9. Zislow (197)

Il capoluogo è Malchow.